# Râul Sosna
Sosna este un râu în Federația Rusă. Afluent pe dreapta a Donului, izvorăște din Podișul Central Rus și traversează regiunile Oriol și Lipețk. Are o lungime de 296 km și trece prin orașele Livnî și Eleț. Râul îngheață din luna noiembrie/decembrie - aprilie.